# Centaurium chloodes
Centaurium chloodes é uma espécie de planta com flor pertencente à família Gentianaceae. 
A autoridade científica da espécie é (Brot.) Samp., tendo sido publicada em Herb. Port. 106 (1913).

## Portugal
Trata-se de uma espécie presente no território português, nomeadamente em Portugal Continental.
Em termos de naturalidade é nativa da região atrás indicada.

## Protecção
Não se encontra protegida por legislação portuguesa ou da Comunidade Europeia.